# Cyclorrhapha
— non classé —
Les Cyclorrhaphes est un taxon (non valide d'après ITIS) de rang indéterminé au sein de l'infra-ordre des Muscomorpha.

Ces mouches (parfois très petites) sont appelées Cyclorrhaphes en référence à l'ouverture circulaire à travers laquelle l'adulte s'échappe de la pupe.
Dans la présente classification, ce nom est synonyme avec le nom plus récent de Muscomorphes.

## Familles du sous-ordre des Brachycères Cyclorrhaphes
- Lonchopteridae
- Phoridae
- Platypezidae
- Pipunculidae
- Syrphidae
- Conopidae
- Lonchaeidae
- Tephritidae
- Tachiniscidae
- Pyrgotidae
- Platystomatidae
- Otitidae
- Piophilidae
- Richardiidae
- Neriidae
- Micropezidae
- Cypselosomatidae
- Tanypezidae
- Diopsidae
- Heteromyzidae
- Psilidae
- Sciomyzidae
- Sepsidae
- Dryomyzidae
- Coelopidae
- Chamaemyiidae
- Lauxanidae
- Heleomyzidae
- Sphaeroceridae
- Chyromyidae
- Rhinotoridae
- Opomysidae
- Odiniidae
- Aulacigastridae
- Anthomyzidae
- Asteiidae
- Clusiidae
- Agromyzidae
- Periscelididae
- Milichiidae
- Carnidae
- Braulidae
- Curtonotidae
- Drosophilidae
- Ephydridae
- Diastatidae
- Cryptochetidae
- Tethinidae
- Canacidae
- Chloropidae
- Camillidae
- Mormotomyiidae
- Scathophagidae
- Anthomyiidae
- Fannidae
- Muscidae
- Calliphoridae
- Bengaliidae
- Sarcophagidae
- Rhinophoridae
- Tachinidae
- Glossinidae
- Hippoboscidae
- Streblidae
- Nycteribiidae
- Oestridae
- Gasterophilidae